# Ibrahim Mohamed Solih
Ibrahim Mohamed Solih (Hinnavaru, 4 de mayo de 1964) es un político maldivo que se desempeñó como presidente de las Maldivas de 2018 a 2023. 
Asumió el cargo el 17 de noviembre de 2018, después de haber derrotado al titular Abdulla Yameen en las elecciones presidenciales de 2018.
Fue elegido por primera vez en el Majlis de las Maldivas en 1994, a la edad de 30 años, como diputado de su atolón de Faadhihpolhu (Lhaviyani). Solih jugó un papel principal en la formación del Partido Democrático de las Maldivas y el Movimiento de Reforma Política de Maldivas desde 2003 hasta 2008, lo que llevó al país a adoptar una nueva constitución moderna y democracia multipartidista por primera vez en su historia. Solih también fue un alto miembro del parlamento y el Majlis Especial.